# هوفار نورتفايت
هاوارد نوردفيت (بالنرويجية: Håvard Nordtveit)‏ المولود في 21 يناير من العام 1990 في فاتيس في النرويج، لاعب كرة قدم نرويجي
انضم إلى آرسنال عام 2007 ثم انتقل على سبيل الإعارة لفريق سلمانكا الإسباني.

## مسيرته الكروية
لعب هوفار نورتفايت خلال مسيرته الاحترافية مع 9 أندية في ثمانية عشر موسمًا وسجل خلالها 10 أهداف ضمن 256 مباراة. ولم يفز بأي موسم بالكأس أو بالدوري.
خاض هوفار نورتفايت مسيرته مع نادي هاوغسوند في عامي 2006-2008 ولمدة موسمين، مشاركًا في 10 مباريات ولم يسجل أي هدف. ثم انتقل إلى نادي أرسنال في موسم 2007–08 ولمدة موسمين، حيث لم يشارك في أي مباراة ولم يسجل أي هدف أيضًا. لينتقل بعدها إلى نادي سالامانكا في موسم 2008–09 لمدة موسم واحد، مشاركًا في 3 مباريات ولم يسجل أي هدف أيضًا. ثم انتقل إلى نادي ليلستروم ما بين عامي 2009 و2010 لمدة موسم واحد، مشاركًا في 17 مباراة ولم يسجل أي هدف أيضًا. هذا وانتقل لاحقًا إلى نادي نورنبرغ في موسم 2009–10 لمدة موسم واحد، مشاركًا في 19 مباراة ولم يسجل أي هدف أيضًا. ثم انتقل بعدها إلى نادي بوروسيا مونشنغلادباخ في موسم 2010–11 ليلعب معه ستة مواسم، مشاركًا في 152 مباراة سجل خلالها 10 أهداف. ليعود وينتقل من جديد، لكن هذه المرة إلى نادي وست هام يونايتد في موسم 2016–17 لمدة موسم واحد، مشاركًا في 16 مباراة ولم يسجل أي هدف. لينتقل بعدها إلى نادي هوفنهايم في موسم 2017–18 في المرة الأولى ولمدة موسمين ثم في موسم 2019–20 لمدة موسم واحد، مشاركًا طوالها في 34 مباراة ولم يسجل أي هدف أيضًا. ثم لعب في نادي فولهام في موسم 2018–19 لمدة موسم واحد، مشاركًا في 5 مباريات ولم يسجل أي هدف أيضًا.

## روابط خارجية
- هوفار نورتفايت على موقع الاتحاد الأوربي (الإنجليزية)
- هوفار نورتفايت على موقع اتحاد النرويج (النرويجية)
- هوفار نورتفايت على موقع إي إس بي إن إف سي (الإنجليزية)
- هوفار نورتفايت على موقع قاعدة بيانات كرة القدم.إي يو (الإنجليزية)
- هوفار نورتفايت على موقع بيانات كرة القدم. دي إي (الألمانية)
- هوفار نورتفايت على موقع ناشيونال فوتبول تيمز (الإنجليزية)
- هوفار نورتفايت على موقع Soccerbase.com (لاعب) (الإنجليزية)
- هوفار نورتفايت على موقع Soccerway.com (الإنجليزية)
- هوفار نورتفايت على موقع عالم كرة القدم.نت (الإنجليزية)
- هوفار نورتفايت على موقع AS.com (الإسبانية)